# Yiğit
Yiğit (türkisch: „tapfer“; „Held“) ist ein türkischer männlicher Vorname und Familienname. Außerhalb des türkischen Sprachraums tritt der Familienname vereinzelt auch in der Schreibweise Yigit auf.

## Namensträger

### Vorname
- Yiğit Bulut (1972–2025), türkischer Journalist
- Yiğit Gökoğlan (* 1989), türkischer Fußballspieler
- Yiğit İncedemir (* 1985), türkischer Fußballspieler
- Yiğit Uçan (* 1987), türkischer Schauspieler
- Yiğit Yavuz (* 1996), türkischer Fußballspieler

### Familienname
- Adil Yiğit (* 1958), türkischer Journalist; lebt in Deutschland
- Ali Yigit (* 1965), türkischstämmiger deutscher Moderator
- Anthony Yigit (* 1991), schwedischer Boxer
- Aykut Yiğit (1959–2002), türkischer Fußballspieler
- Burak Yiğit (* 1986), deutscher Schauspieler türkischer Herkunft
- Eşref Uğur Yiğit (* 1945), türkischer Admiral
- Faruk Yiğit (* 1966), türkischer Fußballspieler und -trainer
- Furkan Yigit (* 1995), österreichischer Fußballspieler
- Mehmet Yiğit (* 1991), türkischer Fußballspieler
- Musa Yiğit (* 1992), türkischer Fußballspieler
- Neslihan Yiğit (* 1994), türkische Badmintonspielerin
- Nilay Yiğit (* 1979), türkische Basketballspielerin
- Serap Yiğit (* 2001), türkische Handballspielerin
- Seyhan Yiğit (* 2003), türkisch-deutscher Fußballspieler
- Tamer Yiğit (Schauspieler, 1942) (* 1942), türkischer Schauspieler und Drehbuchautor
- Tamer Yiğit (Schauspieler, 1974) (* 1974), deutscher Schauspieler und Theaterautor
- Temel Uğur Yiğit (* 1975), türkischer Fußballspieler
- Yasemin Adar Yiğit (* 1991), türkische Ringerin